# 백자양각시문병
백자양각시문병(白磁陽刻詩文甁)은 서울특별시 종로구 서울역사박물관에 있는 조선시대의 백자이다. 2002년 8월 16일 서울특별시의 유형문화재 제157호로 지정되었다.

## 개요
이 병은 바깥쪽으로 도톰하게 살짝 말린 口緣과 일정한 굵기를 유지하며 길게 표현된 목, 안정감 있고 탄력 있는 둥근 몸체로 이루어져 있다. 良質의 胎土로 施釉된 白色 釉藥은 푸른 기가 약간 비치며 광택도 좋다. 몸체에는 李白의 將進酒의 글귀 일부가 포함되고 음주의 즐거움과 중국영웅들의 호방함을 읊조린 詩文이 陽刻되어 있다. 이처럼 백자에 양각으로 문양을 넣는 기법은 18세기 후기 正祖年間에 靑畵技法의 대체기법으로서 발생된 것인데 19세기까지 특별히 우수한 백자에만 적용된 고급 기법이다. 그중에서도 이 백자와 같이 詩文을 陽刻한 예는 그리 흔하지 않다. 底部의 마무리도 깔끔하다.

## 참고 문헌
- 백자양각시문병 - 국가유산청 국가유산포털